# Майоль Клюнийский
Майо́ль Клюнийский, (лат. Maiolus Cluniacensis, фр. Mayeul de Cluny; около 910, Валансоль — 11 мая 994, Сувиньи) — католический святой, монах-бенедиктинец, четвёртый аббат Клюни (с 954 года), один из основных деятелей Клюнийской реформы.

## Биография
Майоль родился в Валансоле (Прованс) в богатой семье. Когда он был ребёнком, край захлестнули феодальные войны между провансальскими вельможами и войсками Гуго Арльского. В этом конфликте погибли родители Майоля. Он укрылся с родственниками в Маконе (Бургундия).
В юности Майоль избрал духовную стезю, обучался в Лионе, был каноником Маконского собора, позднее стал архидиаконом. Через 10 лет он вступил монахом в находящееся неподалёку от Макона Клюнийское аббатство, принёс обеты в 943 или 944 году. Поначалу исполнял функции хранителя библиотеки и организатора церемоний. В 948 году аббат Аймар по причине своей слепоты назначил Майоля своим коадъютором и фактически доверил ему управление аббатством. В 954 году Аймар подал в отставку, Майоль стал его преемником, возглавляя Клюни следующие 40 лет.
Майоль Клюнийский был хорошо знаком со святой Адельгейдой Бургундской, сестрой короля Бургундии Конрада I и супругой Оттона I, короля Германии, а с 962 года императора Священной Римской империи. Аббат Клюни пользовался уважением и определённым влиянием при императорском дворе, сын Оттона I и Адельгейды, Оттон II предлагал Майолю стать папой после смерти Бенедикта VI, но аббат отказался, считая, что его призвание — возглавлять Клюни. Благодаря хорошим связям Майоля с императорским двором ему удалось сильно увеличить количество монастырей Клюнийской конгрегации в землях Священной Римской империи.
Аббат Майоль уделял большое внимание финансовому благополучию аббатства. Благодаря безупречной репутации аббата, сильно выросли пожертвования в адрес монастыря. Кроме того, аббатство сильно расширило свои земельные владения и усилило хозяйственную деятельность.
Майоль продолжал дело второго аббата Клюни Одона по продвижению Клюнийской реформы бенедиктинского монашества. Всё большее число монастырей переходило к клюнийцам, влияние конгрегации на церковную жизнь Западной Европы становилось огромным. Советами Майоля пользовались папы, император и король франков. Сам монастырь Клюни вскоре стал слишком мал для центра такой конгрегации, поэтому Майоль принял меры по его расширению и перестройке. На месте старой монастырской церкви была выстроена новая (Клюни II). Она была освящена в 981 году.
В 972 году во время поездки в альпийский регион Майоль был захвачен сарацинами из Фраксинета. Это вызвало взрыв возмущения среди дворянства Прованса, почитавшего аббата Клюни за святого. На выкуп аббата провансальскими вельможами была собрана значительная сумма, к которой были добавлены некоторые ювелирные шедевры из сокровищницы клюнийского аббатства. Майоль был освобождён, но возмущение фактом его захвата привело к решительным военным действиям против сарацин. После того, как граф Прованса Гильом I разбил сарацин в битве при Туртуре и взял Фраксинет, он получил прозвище «Освободитель».
Король франков Гуго Капет в 994 году призвал уже престарелого аббата занять пост аббата Сен-Дени и провести там реформу монашества. Майоль принял предложение, отправился в дорогу, однако по пути, 11 мая 994 года скончался в Сувиньи. Его преемником стал Одилон, избранный Майолем на этот пост ещё при жизни и также впоследствии причисленный к лику святых.

## Почитание

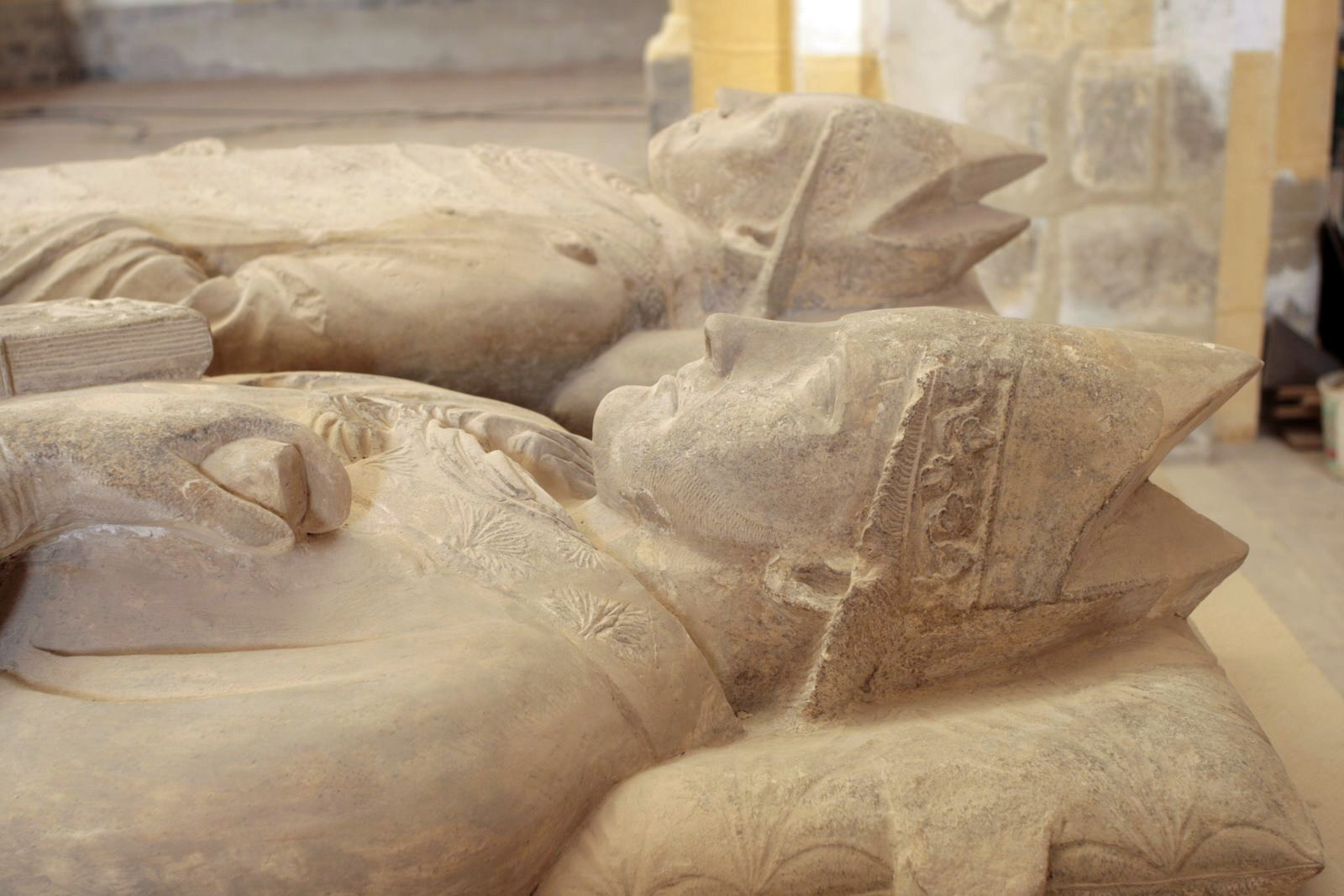
Гробницы святых Майоля и Одилона Клюнийских

За 40 лет его аббатских полномочий клюнийская конгрегация сильно выросла, в особенности на территории Священной Римской империи.
Майоль был признан святым непосредственно после смерти и его культ, как святого, тщательно поддерживался в аббатстве Клюни вплоть до Великой французской революции. Революционеры сожгли мощи святого Майоля вместе в мощами святого Одилона в рамках борьбы с религией. День памяти в Католической церкви — 11 мая.